# Elachisoma pilosum
Elachisoma pilosum är en tvåvingeart som först beskrevs av Oswald Duda 1924.  Elachisoma pilosum ingår i släktet Elachisoma och familjen hoppflugor. Arten är reproducerande i Sverige. Inga underarter finns listade i Catalogue of Life.